# 노대래

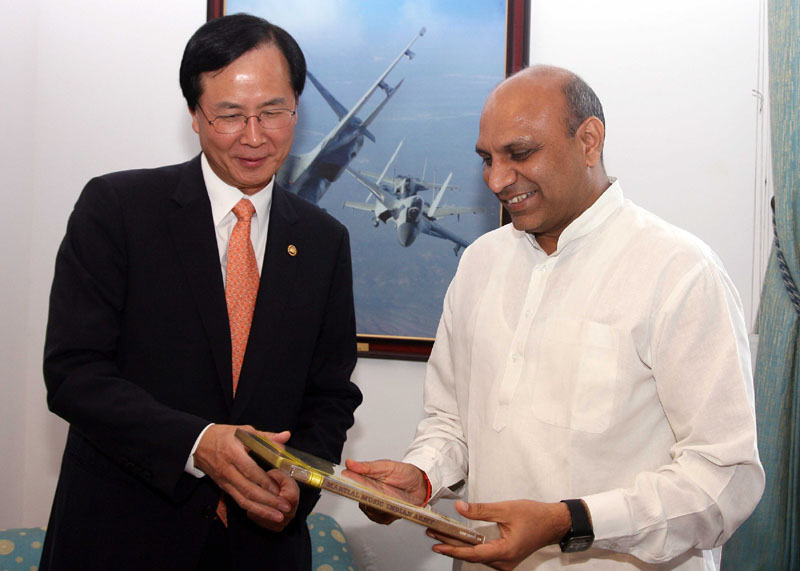
노대래 방위사업청장와 파람 라주(Pallam Raju) 인도 국방장관.

노대래(盧大來, 1956년 5월 23일 ~)는 대한민국의 제17대 공정거래위원회 위원장을 역임한 공무원이다.  본관은 교하이며, 충청남도 서천군 출생이다. 종교는 가톨릭이며, 영세명은 발렌티노이다.

## 생애
서울고등학교에서 수학했으며 서울대학교 법학과에서 학사 학위를 받았다. 이후 서울대학교와 경원대학교에서 각각 행정학 석·박사 학위를 취득했다.
1984년에 저서로 '공정거래백서'를 낸 적이 있다. 한편 사무관 시절에는 공정거래실에서 근무하면서 초기에 공정거래법이 뿌리를 내리는 데 역할을 하였다.
행정고시 23회에 합격했다. 경제기획원 경제기획국과 공정거래실, 국무총리 행정조정실 과장, 재정경제부 정책조정과장, 기획재정부 기획조정실장을 거쳐 2008년 7월부터 2010년 4월까지 기획재정부 차관보를 지냈다. 2010년 4월부터 2011년 3월까지 조달청장을, 2011년 3월부터 2013년 3월까지 방위사업청장을 역임하였다.
원래 새 공정거래위원장 후보로는 한만수가 내정되었으나, 사퇴하였다. 이후 2013년 3월 한만수를 대신하여 새로운 후보로 내정되었다. 이후 공정거래위원장으로 임명되었다. 노대래가 공직자 재산공개에서 신고한 규모는 15억 2천 600만원이다. 그는 또한 10억원 가량의 용산구 이촌동 주택을 부인과 공동 소유하고 있으며 4억 2천 700만원의 예금액을 가지고 있다.

## 학력
- 서울고등학교 졸업
- 서울대학교 법학 학사
- 서울대학교와 경원대학교에서 각각 행정학 석·박사 학위를 취득

## 경력
- 1980년 : 행정고시 23회 합격
- 경제기획원 경제기획국 과장
- 경제기획원 공정거래실 과장
- 국무총리 행정조정실 과장
- 재정경제부 정책조정과 과장
- 재정경제부 경제홍보기획단 단장
- 2006년 10월 ~ 2008년 3월 : 재정경제부 정책조정국 국장
- 2008년 3월 ~ 2008년 7월 : 기획재정부 기획조정실 실장
- 2008년 7월 ~ 2010년 4월 : 기획재정부 차관보
- 2010년 4월 ~ 2011년 3월 : 제28대 조달청 청장
- 2011년 3월 ~ 2013년 3월 : 제6대 방위사업청 청장
- 2012년 1월 ~ 2012년 12월 : 한국정책학회 운영부회장
- 2013년 4월 ~ 2014년 12월 : 제16대 공정거래위원장
- 2015년 4월 ~ 2020: 성균관대학교 국정전문대학원 석좌교수
- 2017년 3월 ~ : 법무법인(유) 세종 고문
- 2017년 3월 ~ 2023년 3월: 헬릭스미스 사외이사

## 참조
1. 1 2 3 4 5  황세준 (2013년 3월 30일). “공정위원장 새 후보에 관료 출신 노대래씨”. 2013년 3월 30일에 확인함.

| 전임 김동수 | 제2대 기획재정부 차관보 2008년 7월 30일 ~ 2010년 4월 16일 | 후임 강호인 |

| 전임 권태균 | 제28대 조달청장 2010년 4월 16일 ~ 2011년 3월 18일 | 후임 최규연 |

| 전임 장수만 | 제6대 방위사업청장 2011년 3월 18일 ~ 2013년 3월 15일 | 후임 이용걸 |

| 전임 김동수 | 제17대 공정거래위원회 위원장 2013년 3월 25일 ~ 2014년 12월 5일 | 후임 정재찬 |